# Monte San Pietro (monte)
Monte San Pietro è una montagna di 1089 m di altezza, nell'Appennino Siculo, nella città metropolitana di Messina, in Sicilia.
Nella vallata sorge il comune di Tortorici, all'interno del parco dei Nebrodi.
È attraversato dal torrente Batana, che durante il percorso forma una cascata. In cima si trova una croce in metallo alta diversi metri e una statua bronzea di papa Giovanni XXIII.